# Rachelle Fraenkel
Rachelle Sprecher Fraenkel (15 de agosto de 1968) es una educadora de la Torá en Nishmat, el Centro Jeanie Schottenstein para el estudio avanzado de Torá para mujeres, y directora del Instituto Hilkhata de Matan (Programa Avanzado de Halakha) en el Instituto de Estudios de la Torá para Mujeres de Matan Se convirtió en oradora internacional después de que su hijo, Naftali Fraenkel, fuera secuestrado y asesinado junto con otros dos adolescentes israelíes en 2014. Vive en Nof Ayalon, Israel, y ha estudiado en la Universidad de Bar Ilan, Lindenbaum, Matan y Nishmat. Ejerce como asesora halajá de Nishmat para familias que examinan las leyes rabínicas de Niddah, y estuvo en la primera clase de graduados del Instituto de Talmud Avanzado de Matan..
 

Fue invitada para hablar en los Consejo de Derechos Humanos de las Naciones Unidas, acompañada por otras dos madres: Bat Galim Shaer e Iris Yifrach. Según el New York Times, "se ha convertido en una figura pública internacional, viajando a Ginebra para hablar a un comité de Naciones Unidas, dando entrevistas televisivas, conociendo al presidente y al primer ministro de Israel." Recibió atención de la prensa por su respuesta al crimen de odio que tuvo lugar después del asesinato de los niños. En el funeral de su hijo, Ha'aretz informó: "Cuándo Rachelle Fraenkel recitó el Kaddish, el jefe rabbi 'Amén' dijo: El Mourner's Kaddish nunca antes ha sido recitado en público en Israel por una mujer ortodoxa de tal valor y frente a las cámaras." (En Israel, no es común para una mujer ortodoxa recitar la oración del Mourner's  Kaddish) El artículo dijo:
Rachelle Fraenkel se convirtió en una dirigente pública, una heroína nacional, y, más importante, una heroína religiosa también, durante los 18 días que su hijo y sus amigos estuvieron desaparecidos. Tanto los hombres como las mujeres la admiraban por su moderación, su fe y las profundas declaraciones que hizo sobre las oraciones ofrecidas por el regreso de los tres muchachos. Su declaración a los niños pequeños que conoció en el Muro Occidental que, "Dios no es nuestro empleado", reveló un nuevo lenguaje religioso..
En noviembre de 2014, habló en una manifestación alternativa en Tel Aviv para conmemorar el asesinato de Yitzhak Rabin.
El 1 de enero de 2015, el Premio Jerusalem Unity fue anunciado en memoria de los adolescentes asesinados, con Fraenkel como uno de los jueces premiados.

## Discursos y escritura
- A primary address for women JOFA Journal, Winter 2006.
- "Statement on behalf of UN Watch before the United Nations Human Rights Council, June 24, 2014"